# Centrinus
Centrinus är ett släkte av skalbaggar. Centrinus ingår i familjen vivlar.

## Dottertaxa tillCentrinus, i alfabetisk ordning[1]
- Centrinus acerbus
- Centrinus acuminatus
- Centrinus adustus
- Centrinus aerumnosus
- Centrinus aethiops
- Centrinus affaber
- Centrinus afflictus
- Centrinus albopictus
- Centrinus albosignatus
- Centrinus albotectus
- Centrinus alienus
- Centrinus amazonicus
- Centrinus amoenus
- Centrinus angulus
- Centrinus antiquus
- Centrinus apicipennis
- Centrinus arcufascia
- Centrinus aregentinensis
- Centrinus arnoldi
- Centrinus asphaltina
- Centrinus asphaltinus
- Centrinus assentator
- Centrinus astutus
- Centrinus ater
- Centrinus aurichalceus
- Centrinus auritarsis
- Centrinus axillaris
- Centrinus basalis
- Centrinus bicolor
- Centrinus bicoloratus
- Centrinus bicuspis
- Centrinus bifrons
- Centrinus bigrammicus
- Centrinus biguttatus
- Centrinus bilineatus
- Centrinus binotatus
- Centrinus biplagiatus
- Centrinus brunneicollis
- Centrinus brunneirostris
- Centrinus calamitosus
- Centrinus calvus
- Centrinus canus
- Centrinus capillatus
- Centrinus capreolus
- Centrinus carbonaria
- Centrinus carbonarius
- Centrinus carinatus
- Centrinus carnifex
- Centrinus cemas
- Centrinus cestrotus
- Centrinus christophori
- Centrinus clarescens
- Centrinus clientula
- Centrinus coeruleus
- Centrinus collaris
- Centrinus colonus
- Centrinus comma
- Centrinus compactus
- Centrinus comptus
- Centrinus concinna
- Centrinus confinis
- Centrinus conformis
- Centrinus confusa
- Centrinus confusus
- Centrinus conicollis
- Centrinus corinthius
- Centrinus corruscus
- Centrinus corynthius
- Centrinus cribricollis
- Centrinus croceosignatus
- Centrinus cupratus
- Centrinus curtulus
- Centrinus curtus
- Centrinus curvirostris
- Centrinus cyanipes
- Centrinus decipiens
- Centrinus decoratus
- Centrinus dilectus
- Centrinus dispilus
- Centrinus distigma
- Centrinus distinctus
- Centrinus dolus
- Centrinus dubitabilis
- Centrinus duplicatus
- Centrinus ebeninus
- Centrinus elephas
- Centrinus eximius
- Centrinus exulans
- Centrinus falcatus
- Centrinus fallax
- Centrinus falsus
- Centrinus ferinus
- Centrinus figuratus
- Centrinus finitimus
- Centrinus flaveolus
- Centrinus flavicornis
- Centrinus flavipennis
- Centrinus fractipes
- Centrinus funebris
- Centrinus furva
- Centrinus furvus
- Centrinus geniculatus
- Centrinus germari
- Centrinus gibbirostris
- Centrinus globifer
- Centrinus globus
- Centrinus graphicus
- Centrinus gratiosus
- Centrinus gratus
- Centrinus grisescens
- Centrinus griseus
- Centrinus haematopus
- Centrinus holosericeus
- Centrinus hospes
- Centrinus incisus
- Centrinus inquinata
- Centrinus inquinatus
- Centrinus interstitialis
- Centrinus irritus
- Centrinus jekeli
- Centrinus jugularis
- Centrinus laevirostris
- Centrinus lanaefaucis
- Centrinus larvatus
- Centrinus leachi
- Centrinus leachii
- Centrinus lentiginosus
- Centrinus lentus
- Centrinus lineatosignata
- Centrinus lineatosignatus
- Centrinus lineellus
- Centrinus lineicollis
- Centrinus longirostris
- Centrinus longulus
- Centrinus lucens
- Centrinus lugubris
- Centrinus luteolus
- Centrinus luteus
- Centrinus marantacei
- Centrinus maurus
- Centrinus meigeni
- Centrinus meigenii
- Centrinus mexicanus
- Centrinus micans
- Centrinus modestus
- Centrinus montanus
- Centrinus morio
- Centrinus multicolor
- Centrinus nasutus
- Centrinus neglectus
- Centrinus niger
- Centrinus normalis
- Centrinus nubecula
- Centrinus oblongus
- Centrinus obniger
- Centrinus obsidianus
- Centrinus ocellatus
- Centrinus ochraceus
- Centrinus olfersi
- Centrinus olfersii
- Centrinus olivaceus
- Centrinus ollula
- Centrinus pallidesignatus
- Centrinus pallidicollis
- Centrinus palmaris
- Centrinus parallelus
- Centrinus parellinus
- Centrinus pauperata
- Centrinus pauperatus
- Centrinus pectoralis
- Centrinus penicellus
- Centrinus penicillus
- Centrinus perdix
- Centrinus perscillus
- Centrinus perscitus
- Centrinus pexus
- Centrinus pictus
- Centrinus picumnus
- Centrinus pilosus
- Centrinus pistor
- Centrinus planirostris
- Centrinus podagrica
- Centrinus podagricus
- Centrinus politus
- Centrinus posticus
- Centrinus prolixus
- Centrinus pugnax
- Centrinus pullus
- Centrinus pumilus
- Centrinus punctatissimus
- Centrinus puncticollis
- Centrinus punctiger
- Centrinus punctirostris
- Centrinus quadraticollis
- Centrinus quadrigrammicus
- Centrinus quadriguttatus
- Centrinus quadrimaculatus
- Centrinus quadrivittata
- Centrinus quadrivittatus
- Centrinus querulus
- Centrinus radiatus
- Centrinus rasilis
- Centrinus rectirostris
- Centrinus regalis
- Centrinus relucens
- Centrinus repens
- Centrinus rubiginosus
- Centrinus ruficollis
- Centrinus ruficornis
- Centrinus rufipes
- Centrinus sanguinicollis
- Centrinus scapularis
- Centrinus scapulosus
- Centrinus sciolus
- Centrinus scitus
- Centrinus scutellumalbum
- Centrinus scutellum-album
- Centrinus semicostatus
- Centrinus semiflavus
- Centrinus semiluctuosa
- Centrinus semiluctuosus
- Centrinus senilis
- Centrinus sicarius
- Centrinus siccus
- Centrinus signatus
- Centrinus signum
- Centrinus silicinus
- Centrinus sipalisi
- Centrinus sociatus
- Centrinus solutus
- Centrinus sommeri
- Centrinus spadiceus
- Centrinus sparsus
- Centrinus speculifer
- Centrinus spiculator
- Centrinus squamipes
- Centrinus striatirostris
- Centrinus strigata
- Centrinus subarmatus
- Centrinus subcinctus
- Centrinus sublineatus
- Centrinus submetallicus
- Centrinus subnotatus
- Centrinus sulcatus
- Centrinus superbificus
- Centrinus suspensus
- Centrinus sutor
- Centrinus suturaalba
- Centrinus sutura-alba
- Centrinus suturalis
- Centrinus tardigradus
- Centrinus tenellus
- Centrinus tessellatus
- Centrinus thoracicus
- Centrinus tibialis
- Centrinus tolerans
- Centrinus tomentosus
- Centrinus tonsilis
- Centrinus torquatus
- Centrinus tortuosus
- Centrinus transverseimpressus
- Centrinus tremolerasi
- Centrinus triangularis
- Centrinus tricyrtus
- Centrinus trigammicus
- Centrinus trigrammicus
- Centrinus trigrammus
- Centrinus trochilus
- Centrinus tumidus
- Centrinus uncirostris
- Centrinus unicolor
- Centrinus urbanus
- Centrinus varicolor
- Centrinus venezolanus
- Centrinus vergerae
- Centrinus vestitus
- Centrinus westwoodi
- Centrinus volxemi
- Centrinus volximi